# Humboldt County (Nevada)
Humboldt County is een van de 16 county's in de Amerikaanse staat Nevada. Humboldt County is een erg dunbevolkte county in het woestijnachtige noordwesten van de staat. Verspreid over 25.000 km² wonen zo'n 16.500 mensen (2010). De hoofdplaats is het stadje Winnemucca. Andere dorpen zijn Denio, Fort McDermitt, Golconda, McDermitt, Orovada, Paradise Valley en Valmy.

## Demografie
Volgens de volkstelling door het United States Census Bureau woonden er 16.528 mensen in Humboldt County in 2010. De etnische samenstelling was als volgt: 79,0% blanken, 4,2% indianen, 0,7% Aziatische Amerikanen, 0,5% Afro-Amerikanen en 0,1% afkomstig van de eilanden in de Stille Oceaan. 12,7% van de bevolking behoort tot een ander 'ras', terwijl 2,8% tot meerdere rassen behoort. Van de totale bevolking gaf 24,4% aan hispanic of latino te zijn.
Bijna 8% van de huishoudens en 12% van de inwoners leeft onder de armoedegrens.

## Fotogalerij

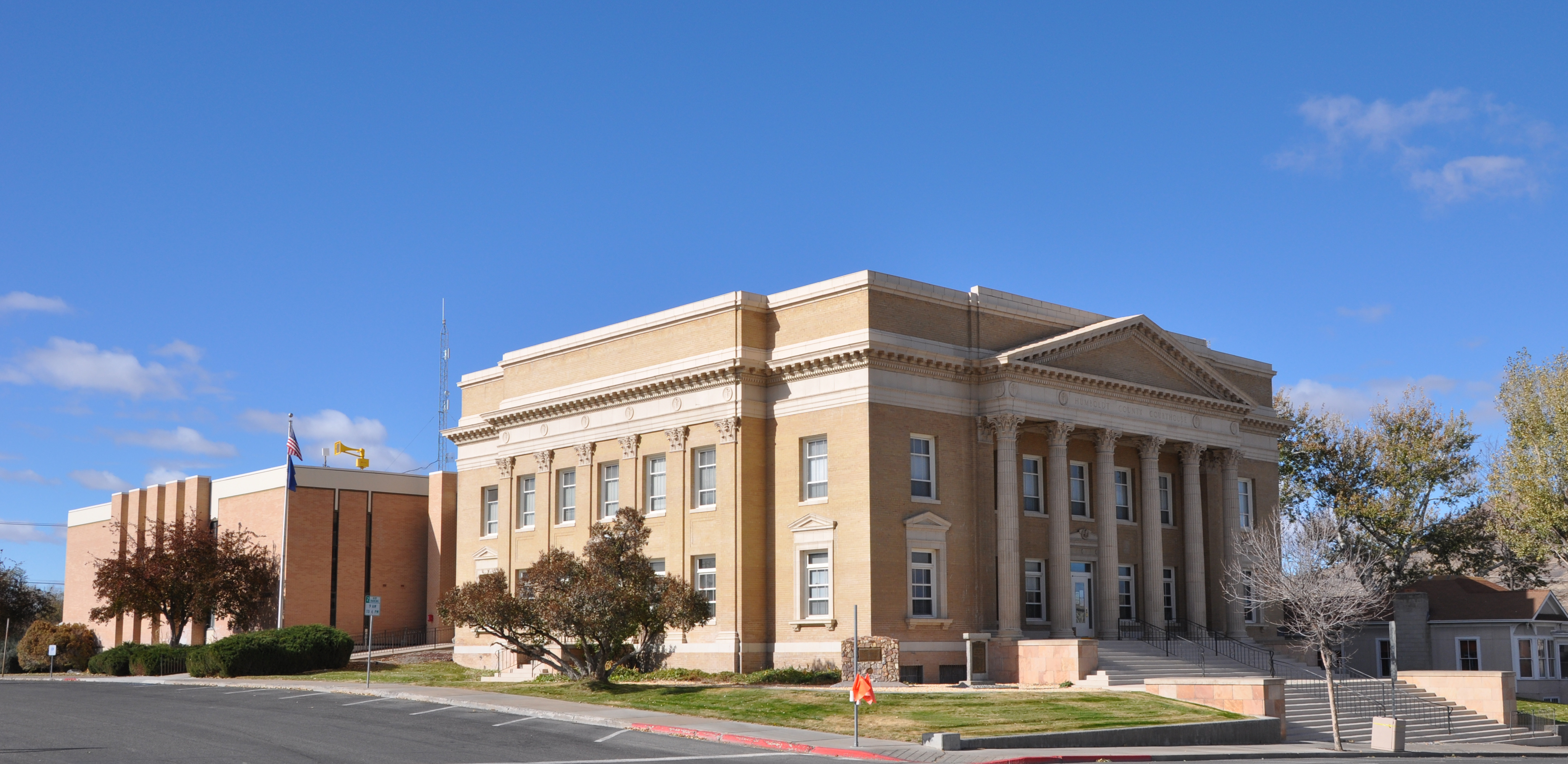
Gerechtsgebouw in Winnemucca
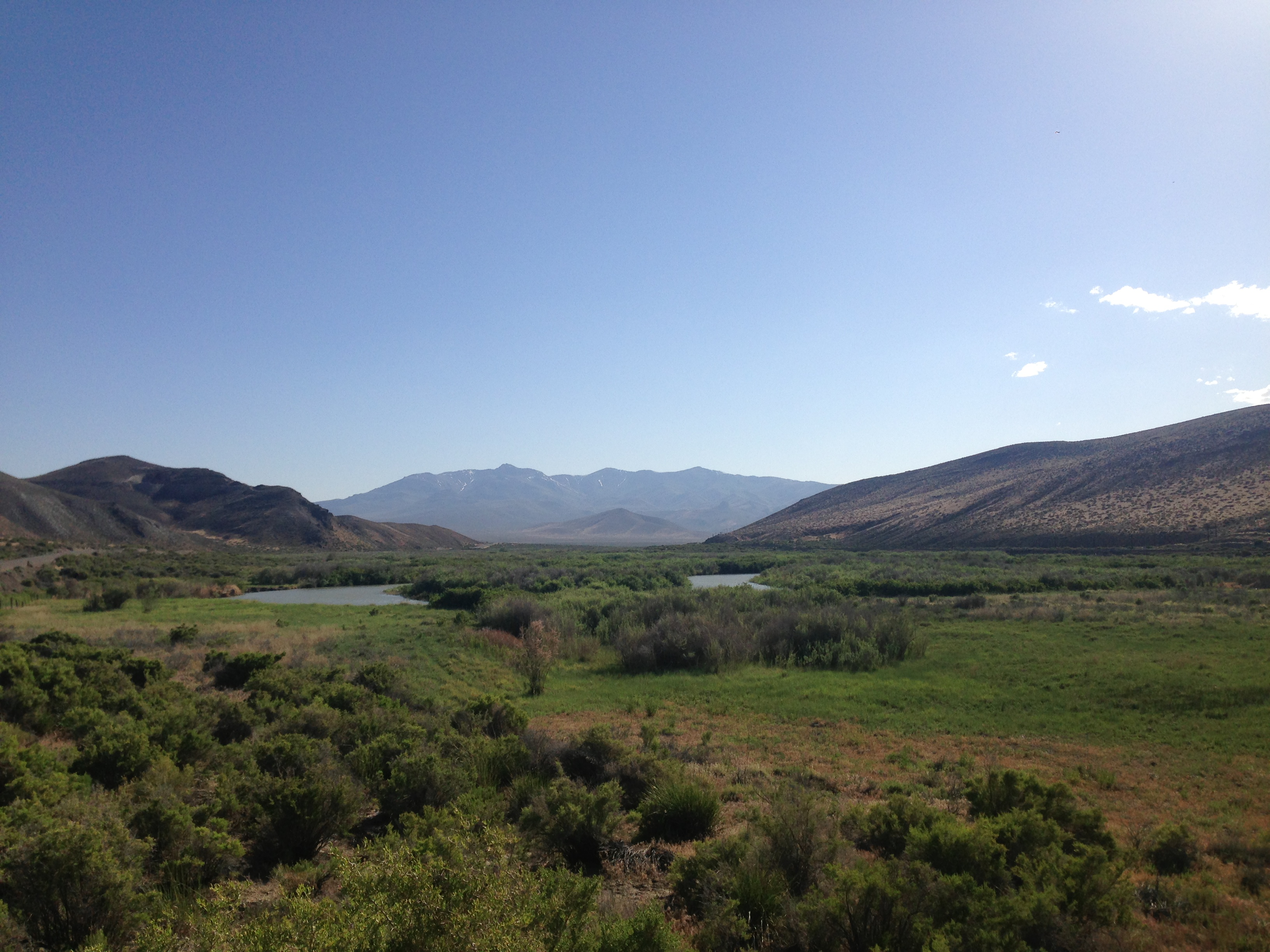
Vallei van de Humboldt
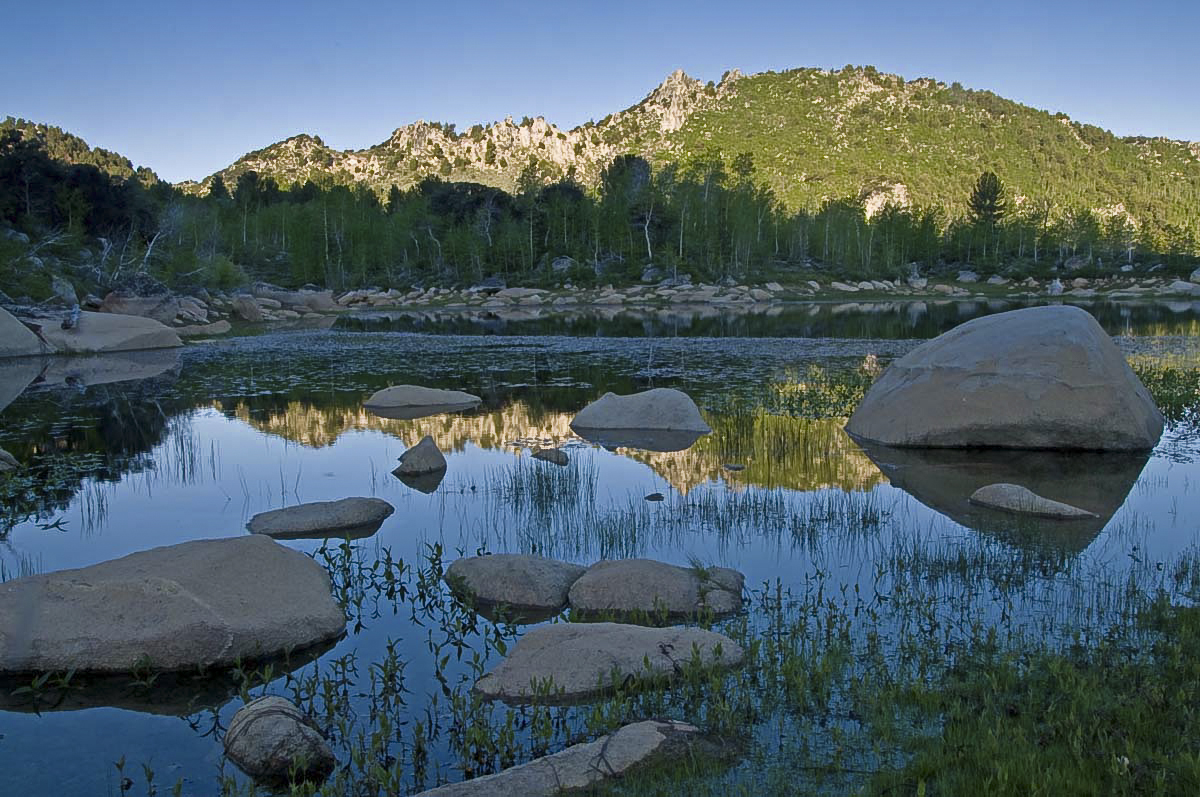
Meertje in de Pine Forest Range Wilderness Area